# Daniel Hoy
Daniel Hoy (11 de junio de 1998) es un deportista neozelandés que compite en triatlón. Ganó tres medallas en el Campeonato de Oceanía de Triatlón entre los años 2014 y 2019.

## Palmarés internacional
| Campeonato de Oceanía | Campeonato de Oceanía   | Campeonato de Oceanía | Campeonato de Oceanía |
| Año                   | Lugar                   | Medalla               | Prueba                |
| --------------------- | ----------------------- | --------------------- | --------------------- |
| 2014                  | Kinloch (Nueva Zelanda) | Medalla de oro        | Relevo mixto          |
| 2018                  | San Kilda (Australia)   | Medalla de bronce     | Individual            |
| 2019                  | Devonport (Australia)   | Medalla de bronce     | Relevo mixto          |